# Lijst van wintersporttreinen vanuit België
De volgende treinen rijden vanuit België naar wintersportgebieden in het winterseizoen 2021-2022, en worden daarom wintersporttrein of skitrein genoemd:
- De nachttrein Brussel-Wenen van Nightjet (NJ425) rijdt het hele jaar driemaal per week en bedient ook een aantal wintersportbestemmingen rond Wenen.
- De Thalys Sneeuw (Thalys 9900), de rechtstreekse hogesnelheidstrein op zaterdag[1] naar o.a. Bourg-Saint-Maurice in de Franse Alpen.

Uitbater O.V.O.E. maakte bekend haar geplande winterse nachttrein naar Tirol en Salzburg uit te stellen tot het seizoen 2022-2023.